# 宁波石化经济技术开发区
宁波石化经济技术开发区原名宁波化学工业区，规划面积56.22平方公里，其中43.22平方公里分布于镇海区蛟川街道和澥浦镇海岸，13平方公里属慈溪市龙山镇，是中国国家化工新材料高新技术产业化基地。宁波化工区成立于1998年8月，2006年3月成为省级开发区，2011年1月6日成为国家级经济技术开发区，主要发展炼油、乙烯、合成材料、高分子产品和精细化工。主要企业有镇海炼化、LG甬兴（韩国）、阿克苏诺贝尔（荷兰）、大安化学（日本）、中金石化、中化化学品等。2021年与镇海区政府实行区政合一。
在获得经济利益的同时，带来的环境问题也颇受居民的关注，特別是對周邊以农业建设為經濟主導的地區。2012年10月，镇海曾发生由于镇海炼化一体化项目新建而造成的游行事件，受到多家媒体的关注，东方热线镇海版也遭到禁言。2012年4月尾也曾發生有化工廠偷排有毒氣體，令到果園採蜜的300萬隻蜜蜂竟然一夜全數暴斃，對養蜂戶造成重大經濟損失之餘，亦可能會毒害當地農產品。